# Mlungisi Ngubane
Mlungisi Ngubane (ur. 11 stycznia 1977) – suazyjski piłkarz grający na pozycji obrońcy. W swojej karierze rozegrał 21 meczów w reprezentacji Eswatini.

## Kariera klubowa
Do 2011 roku Ngubane grał w klubie Mbabane Swallows FC. Wraz z nim wywalczył między innymi dwa mistrzostwa kraju w sezonach 2004/2006 i 2008/2009 oraz wicemistrzostwo w sezonie 2009/2010. Zdobył też Puchar Eswatini w 2006 roku. W latach 2011–2014 był zawodnikiem Mbabane Highlanders FC, w którym zakończył swoją karierę.

## Kariera reprezentacyjna
W reprezentacji Eswatini Ngubane zadebiutował 9 maja 1999 w wygranym 3:1 meczu COSAFA Cup 1999 z Mozambikiem. Od 1999 do 2008 wystąpił w kadrze narodowej 21 razy.